# Brasiliens håndboldlandshold (herrer)
Brasiliens håndboldlandshold repræsenterer Brasilien ved internationale mesterskaber.

## Turneringer

### Olympiske lege
- Barcelona 1992 – 12. plads
- Atlanta 1996 – 11. plads
- Athens 2004 – 10. plads
- Beijing 2008 – 11. plads
- Rio de Janeiro 2016 – 7. plads
- Tokyo 2020 – 10. plads

### Verdensmesterskab
- Østtyskland 1958: 15.
- Island 1995: 24.
- Japan 1997: 24.
- Egypten 1999: 16.
- Frankrig 2001: 19.
- Portugal 2003: 22.
- Tunesien 2005: 19.
- Tyskland 2007: 19.
- Kroatien 2009: 21.
- Sverige 2011: 21.
- Spanien 2013: 13. plads
- Qatar 2015: 16. plads
- Frankrig 2017: 16. plads
- Tyskland/Danmark 2019: 9. plads
- Egypten 2021: 18. plads
- Polen/Sverige 2023: 17. plads
- Danmark/Norge/Kroatien 2025: 7. plads

### Panamerikanske mesterskab
- 1979 – 4.
- 1981 –
- 1983 – 4.
- 1985 –
- 1989 –
- 1994 –
- 1996 – 4.
- 1998 –
- 2000 –
- 2002 –
- 2004 –
- 2006 –
- 2008 –
- 2010 –
- 2012 –
- 2014 –
- 2016 –
- 2018 –

### Panamerikanske lege
- Indianapolis 1987 –
- Havana 1991 –
- Buenos Aires 1995 –
- Winnipeg 1999 –
- Santo Domingo 2003 –
- Rio de Janeiro 2007 –
- Guadalajara 2011 –
- Toronto 2015 –
- Lima 2019 –
- Santiago del Chile 2023 –